# Costermano
Costermano là một đô thị ở tỉnh Verona trong vùng Veneto của Ý, có cự ly khoảng 120 km về phía tây của Venice và khoảng 25 km về phía tây bắc của Verona. Tại thời điểm ngày 31 tháng 12 năm 2004, đô thị này có dân số 3.318 người và diện tích là 16,9 km².
Đô thị Costermano có các frazioni (các đơn vị trực thuộc, chủ yếu là các làng) Albarè, Castion, Marciaga, Pizzon, và San Verolo.
Costermano giáp các đô thị: Affi, Bardolino, Caprino Veronese, Garda, Rivoli Veronese, San Zeno di Montagna, và Torri del Benaco.